# 34é NHK Kōhaku Uta Gassen
El 34é NHK Kōhaku Uta Gassen (第34回NHK紅白歌合戦, en català: 34a Batalla de Cançons de Roigs i Blancs) fou celebrat el 31 de desembre de 1983 a Shibuya, Tòquio i emés en directe i en so estereofònic per la Televisió General i Ràdio 1 de la Corporació Emissora del Japó (NHK). L'emissió va durar des de les 21:00 fins a les 23:45 hores de la nit de cap d'any. Seguidament a la fi d'emissió del programa, comença el programa especial de cap d'any.
En aquesta edició l'equip guanyador fou l'equip blanc o shiro-gumi, compost pels artistes i grups masculins. A més d'això, Kenji Sawada i Kiyoko Suizenji van rebre les copes d'or i d'argent respectivament, un premi honorífic atorgat per primera vegada a aquesta edició i per darrera al 1985.

## Presentadors
- Tetsuko Kuroyanagi — Presentadora i padrina de l'equip roig.[3]
- Kenji Suzuki — Presentador i padrí de l'equip blanc.
- Tamori — Humorista i moderador del concurs.
- Motoyo Yamane — Reporter del jurat.
- Keiichi Ubukata — Reporter al centre de votació.
- Tatsuo Kaneko i Keiko Sugiura — Locutors a la televisió.
- Kazuo Furuya — Locutor a la ràdio.

## Cançons participants
| Equip roig | Equip roig | Equip roig         | Equip roig | Equip roig                    | Equip blanc | Equip blanc | Equip blanc        | Equip blanc | Equip blanc                    |
|            | No         | Artista            | #          | Cançó                         |             | No          | Artista            | #           | Cançó                          |
| ---------- | ---------- | ------------------ | ---------- | ----------------------------- | ----------- | ----------- | ------------------ | ----------- | ------------------------------ |
|            | 1          | Hiromi Iwasaki     | 9a         | "Ieji"                        |             | 2           | Hideki Saijō       | 10a         | "Gal and Do"                   |
|            | 3          | Yoshie Kashiwabara | 1a         | "Haru nano ni"                |             | 4           | Gorō Noguchi       | 11a         | "19:00 no Machi"               |
|            | 5          | Naoko Kawai        | 3a         | "UN Balance"                  |             | 6           | Hiromi Gō          | 11a         | "Suteki ni Cinderella Complex" |
|            | 7          | Miyuki Kawanaka    | 3a         | "Yarazu no Ame"               |             | 8           | Eisaku Ōkawa       | 1a          | "Sazanka no Yado"              |
|            | 9          | Ikue Sakakibara    | 6a         | "Kanashiki Claxon"            |             | 10          | Shibugakitai       | 2a          | "Chōhatsu Mugendai"            |
|            | 11         | Rumiko Koyanagi    | 13a        | "Ohisashiburine"              |             | 12          | Kenji Sawada       | 11a         | "Harenochi BLUE BOY"           |
|            | 13         | Chiyoko Shimakura  | 27a        | "Tsumikikuzushi"              |             | 14          | Haruo Minami       | 26a         | "Sasuraigozamakura"            |
|            | 15         | Mieko Makimura     | 3a         | "Juhyō no Yado"               |             | 16          | Masao Sen          | 11a         | "Yūyake Gumo"                  |
|            | 17         | Mika Hino          | 1a         | "Hisame"                      |             | 18          | Tomio Umezawa      | 1a          | "Yume Shibai"                  |
|            | 19         | Yū Hayami          | 1a         | "Natsu Iro no Nancy"          |             | 20          | The Alfee          | 1a          | "Mary Ann"                     |
|            | 21         | Akina Nakamori     | 1a         | "Kinku"                       |             | 22          | Masahiko Kondō     | 3a          | "Tameiki Rockabilly"           |
|            | 23         | Mizue Takada       | 6a         | "Sonna Hiroshi ni Damasarete" |             | 24          | George Yamamoto    | 3a          | "Uminari"                      |
|            | 25         | Anri               | 1a         | "CAT'S EYE"                   |             | 26          | Kenji Niinuma      | 8a          | "Sake to Futarizure"           |
|            | 27         | Harumi Miyako      | 19a        | "Naniwa Koi Shigure"          |             | 28          | Hideo Murata       | 22a         | "Karate Iyo"                   |
|            | 29         | Mina Aoe           | 17a        | "Osaka Blues"                 |             | 30          | Southern All Stars | 3a          | "Tokyo Suffle"                 |
|            | 31         | Seiko Matsuda      | 4a         | "Garasu no Ringo"             |             | 32          | Toshihiko Tahara   | 4a          | "Saraba... Natsu"              |
|            | 33         | Aki Yashiro        | 11a        | "Nihonkai"                    |             | 34          | Saburō Kitajima    | 21a         | "Gyoka"                        |
|            | 35         | Naoko Ken          | 7a         | "Nakasete"                    |             | 36          | Yōichi Sugawara    | 17a         | "Aman"                         |
|            | 37         | Masako Mori        | 11a        | "Ettō Tsubame"                |             | 38          | Hiroshi Itsuki     | 13a         | "Sasame Yuki"                  |
|            | 39         | Sachiko Kobayashi  | 5a         | "Futatabino"                  |             | 40          | Shinichi Mori      | 16a         | "Fuyu no Riviera"              |
|            | 41         | Kiyoko Suizenji    | 19a        | "Asakusa Monogatari"          |             | 42          | Takashi Hosokawa   | 9a          | "Yagiri no Watashi"            |

## Votació

### Jurat
- Toshirō Mifune (Actor)
- Hakuō Matsumoto II (Actor de kabuki)
- Reiko Ōhara (Actriu)
- Kōichi Tabuchi (Jugador de baseball)
- Hisako Higuchi (Jugadora de golf)
- Keiko Matsuzaka (Actriu)
- Yūko Tanaka (Actriu)
- Toshihide Takanosato (Lluitador de sumo)
- Kōji Tanigawa (Jugador de shogi)
- Mariko Hayashi (Escriptora)
- Kōshi Kurumizawa (Escriptor)
- Tomiko Miyao (Escriptora)
- Sayoko Yamaguchi (Topmodel)
- Kōji Yakusho (Actor)
- Hiroshi Kagawa (Director de programació de l'NHK)
- Tot el públic present al NHK Hall
- 88 persones seleccionades de les 8 regions del Japó

### Vot regional
| Votacions | Votacions |
| --------- | --------- |
| Regions   | Hokkaidō  |
| Regions   | Tōhoku    |
| Regions   | Kantō     |
| Regions   | Chūbu     |
| Regions   | Kinki     |
| Regions   | Chūgoku   |
| Regions   | Shikoku   |
| Regions   | Kyūshū    |